# Brigade de cavalerie SS
La brigade de cavalerie SS (SS-Kavallerie-Brigade) était une unité de la Waffen-SS pendant la Seconde Guerre mondiale. Opérant sous le contrôle du Kommandostab Reichsführer-SS (« état-major de commandement du Reichsführer-SS »), elle a d'abord exercé des fonctions de sécurité arrière dans la Pologne occupée par l'Allemagne. Pendant l'invasion de l'Union soviétique, la brigade opérait à nouveau à l'arrière des groupes d'armées. Ses missions consistaient à affronter des unités contournées de l'Armée rouge et à participer au massacre des civils juifs, des communistes et des partisans. En 1942, la brigade est dissoute et son personnel est transféré à la nouvelle division SS Florian Geyer.

## Formation
L'unité est créée à partir du régiment de cavalerie SS mobilisé en septembre 1939, pour des tâches de police et de sécurité en Pologne, sous le commandement de Hermann Fegelein. 
En avril 1940, elle est composée de quatre escadrons : 
- 8e escadron « sabre » ;
- 9e escadron « remplacement » ;
- 10e escadron « lourds » ;
- 11e escadron « techniques » ;
- batterie de douze chevaux de quatre canons de 80 mm.

En mai 1940, elle est scindée en deux régiments, le régiment de cavalerie SS « Totenkopf 1 » et le régiment de cavalerie SS « Totenkopf 2 » ; ces deux régiments comprennent chacun : 
- quatre escadrons ;
- une batterie lourde ;
- une batterie de chevaux ;
- des pelotons de transmissions, de génie et de moto.

En mars 1941, ils sont rebaptisés « régiment de cavalerie SS 1 » et « régiment de cavalerie SS 2 » et reformés à nouveau en : 
- 1er, 2e et 3e escadrons « sabre » ;
- 4e « mitrailleuses » ;
- 5e « mortiers et canon d'infanterie » ;
- 6e « techniques » ;
- 7e « bicyclettes » (reconnaissance) ;
- 8e « batteries de chevaux »[1].

Au début d'août 1941, Himmler ordonne la formation de la brigade de cavalerie SS sous le commandement de Hermann Fegelein à partir des 1er et 2e régiments de cavalerie SS (qui viennent d'être décrits). 
Du personnel est transféré des escadrons « sabre » pour former les escadrons d'artillerie, de génie et de bicyclette (reconnaissance) de la brigade. La brigade est également dotée d'une batterie antiaérienne légère : elle compte désormais 3 500 hommes, 2 900 chevaux et 375 véhicules.